# Pseudojuloides polackorum
Pseudojuloides polackorum là một loài cá biển thuộc chi Pseudojuloides trong họ Cá bàng chài. Loài này được mô tả lần đầu tiên vào năm 2015.

## Từ nguyên
Từ định danh của loài này được đặt theo họ của Dennis và Sally Polack, những người đã chụp được những bức ảnh đầu tiên của P. polackorum.

## Phân loại
P. polackorum cùng 6 loài khác là Pseudojuloides cerasinus, Pseudojuloides kaleidos, Pseudojuloides polynesica, Pseudojuloides pyrius, Pseudojuloides splendens và Pseudojuloides xanthomos cùng hợp lại với nhau tạo thành nhóm phức hợp loài P. cerasinus.

## Phạm vi phân bố
P. polackorum có phạm vi phân bố ở Tây Nam Ấn Độ Dương. Những mẫu vật của loài này được tìm thấy ở ngoài khơi bờ biển Đông Phi, từ Kenya trải dài đến vịnh Sodwana ở KwaZulu-Natal, Nam Phi; ngoài ra, loài này cũng đã được chụp ảnh ở phía bắc Madagascar.

## Mô tả
Mẫu vật lớn nhất dùng để mô tả P. polackorum có chiều dài cơ thể gần 7 cm. Chúng là loài dị hình giới tính và có thể là một loài lưỡng tính tiền nữ.
Cá đực có màu vàng lục hoặc màu xanh của ngọc lục bảo, nhạt màu hơn ở thân dưới một dải sọc rộng màu cam chạy dọc theo chiều dài của thân. Rìa trên của dải sọc cam này được viền bởi một đường sọc mảnh không liền màu xanh lam. Nửa trên của đầu màu vàng lục và nửa dưới có màu cá hồi (hồng cam), chia tách nhau bởi một đường sọc mảnh màu xanh lam. Vây lưng và vây hậu môn màu vàng lục, với một dải sọc lam dọc theo chiều dài của vây; viền vây màu xanh óng ở rìa. Vây đuôi có màu vàng lục với các vạch đốm màu xanh lam; giữa vây có một sọc đứng màu xanh lam, phần vây từ sau dải này đến rìa có màu đen. Vây bụng và vây ngực trong suốt. Mống mắt màu vàng.
Cá cái có màu hồng cam hoặc hồng phớt đỏ; trắng ở bụng; phớt vàng ở trên đầu và các vây. Mõm có đốm đen ở trước hàm trên.
Số gai ở vây lưng: 9; Số tia vây ở vây lưng: 11; Số gai ở vây hậu môn: 3; Số tia vây ở vây hậu môn: 12; Số tia vây ở vây ngực: 13; Số gai ở vây bụng: 1; Số tia vây ở vây bụng: 5.

### Trích dẫn
- "A new species of Pseudojuloides (Perciformes: Labridae) from the south-western Indian Ocean" (PDF). Journal of the Ocean Science Foundation. Quyển 14. 2015. tr. 49–56. {{Chú thích tạp chí}}: Đã bỏ qua tham số không rõ |authors= (trợ giúp)
- Benjamin C. Victor (2017). "Review of the Indo–Pacific Pseudojuloides cerasinus species complex with a description of two new species (Teleostei: Labridae)" (PDF). Journal of the Ocean Science Foundation. Quyển 29. tr. 11–31.